# Ботннутен
Ботннутен — ізольований гірський пік висотою 1460 метрів. Відкритий норвезькими картографами з повітряних фотографій, зроблених Експедицією Ларса Крістенсена, 1936-37. Назва Ботнутен означає «нижня вершина».

## У масовій культурі
Подорож до гори Ботннутен змальовано у фільмах Антарктика, та Антарктика.